# Haloklina
Haloklina – warstwa przejściowa wód w morzu lub oceanie pomiędzy wodami mniej słonymi nad nią i bardziej słonymi pod nią. Charakteryzuje się dużym pionowym gradientem zasolenia.
W Morzu Bałtyckim haloklina z pionowym gradientem zasolenia sięga wartości około 0,5 PSU/m położona jest na głębokościach od 50 do 70 m.
W oceanie halokliny są na ogół mniej wyraźne i zależą między innymi od prądów morskich i parowania.
Najbardziej dostrzegalna haloklina występuje w jaskiniach (np. Meksyk – Cenoty), gdzie cięższa słona woda nie miesza się z woda słodką ze względu na ograniczony ruch wody. Obserwując nurka przekraczającego haloklinę ma się wrażenia jakby wypłynął z wody i unosił się w powietrzu.